# ویتالی شومبرتس
ویتالی شومبرتس (انگلیسی: Vitaliy Shumbarets؛ زادهٔ ۱۴ ژوئیهٔ ۱۹۸۳) اسکی‌باز پرش اهل اوکراین است. وی همچنین از اسکی‌بازان پرش در بازی‌های المپیک زمستانی ۲۰۱۰ بوده‌است.